# Prins Bertil

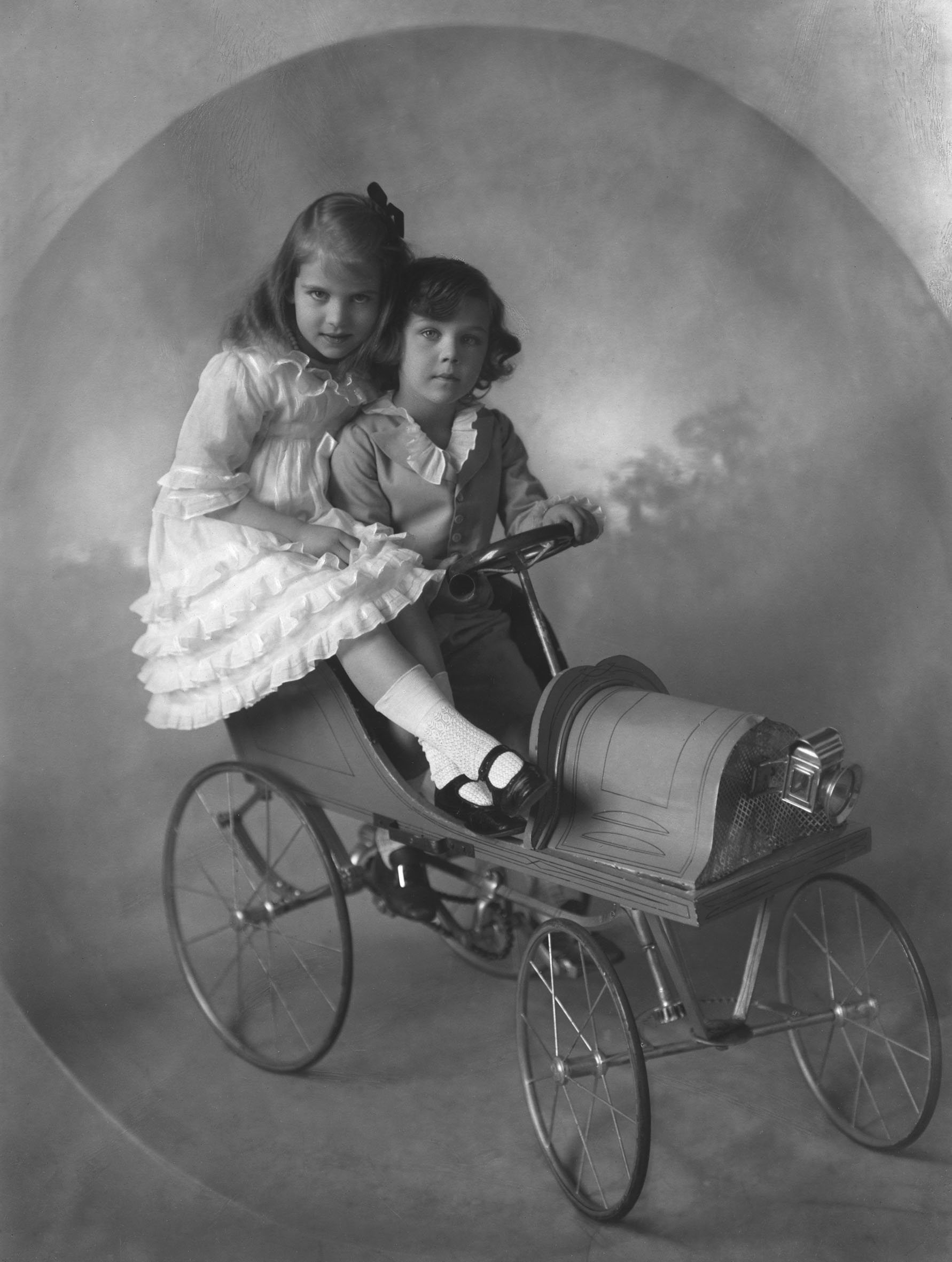
Prins Bertil tillsammans med prinsessan Ingrid 1916.

Prins Bertil av Sverige, hertig av Halland (Bertil Gustaf Oscar Carl Eugen), född 28 februari 1912 på det Kungliga slottet i Stockholm, död 5 januari 1997 på Villa Solbacken, Djurgården, Stockholm, var en svensk prins och mellan 1973 och 1979 tronföljare, under den tid då Carl XVI Gustaf inte hade någon son. Han var också hertig av Halland.

## Biografi

### Familj och släktskap
Prins Bertil var son till Gustaf VI Adolf och kronprinsessan Margareta samt farbror till Carl XVI Gustaf. Han gifte sig 7 december 1976 i Drottningholms slottskapell med Lilian May född Davies, i hennes andra gifte. När den svenska successionsordningen ändrades 1980, så att den uttryckligen utgick från Carl XVI Gustaf, infördes en särskild övergångsbestämmelse som stadgade att prins Bertil skulle behålla sin plats i tronföljden efter Carl XVI Gustafs ättlingar.
Prinsen var Karl XIV Johans 20:e manliga ättling på svärdssidan.

### Uppväxt
Bertil föddes på Stockholms slott klockan 05.30 den 28 februari 1912. Han döptes på Stockholms slott den 26 mars klockan 15.00 av överhovpredikanten, biskop Gottfrid Billing. Förutom första förnamnet Bertil (tidigare okänt för prinsar), uppkallades han efter samtliga Oscar II:s söner, i den ordning de var födda, alltså efter sin farfar och dennes bröder. Han ammades av sin egen mor, vilket bröt traditionen att kungafamiljens barn tilldelades en amma. Bertil konfirmerades den 30 mars 1928 i Lungsunds kyrka i Värmland.
Som sextonåring körde Bertil en Chrysler, med fem kamrater från Lundsbergs skola som passagerare; bilen vurpade och en av dem omkom. Prinsen, som bara hade körkort för motorcykel, åtalades och dömdes att betala böter för förseelse mot motorfordonsförordningen. Utredningen gav vid handen att den omkomne själv vållat olyckan genom att gripa tag i ratten.

### Livet med Lilian Craig

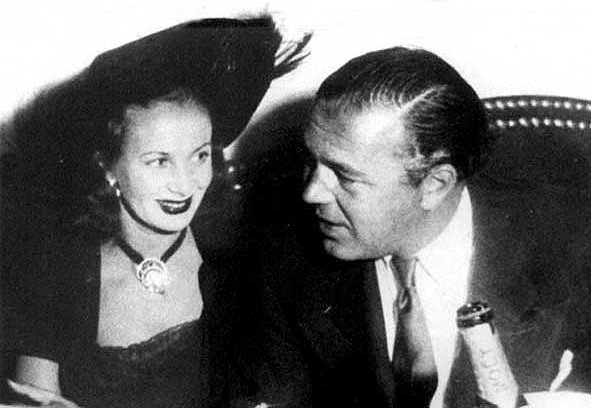
Prins Bertil och Lillian Craig, 1940-tal

När Bertil tjänstgjorde som marinattaché i London 1943 träffade han Lilian Craig, född Davies, som då var gift med skådespelaren Ivan Craig. De två blev snart ett par, vilket länge förblev en hemlighet för allmänheten.
Om Bertil som ung hade gift sig med den icke kungliga Lilian skulle han, liksom brodern Sigvard och andra prinsar tidigare gjort, ha avstått från arvsrätten till tronen. Detta ansåg han sig efter brodern prins Gustaf Adolfs död (1947) inte kunna göra, eftersom Bertil då blev huset Bernadottes ende arvsberättigade tronföljare i sin generation. Hade kung Gustaf VI Adolf avlidit innan den nuvarande kungen Carl XVI Gustaf blivit myndig torde Bertil, såsom arvfurste, ha trätt in som förmyndarregent.
Lilian, som skildes från sin man 1947, flyttade så småningom ihop med prinsen och parets privata bostad var huvudsakligen i Sainte-Maxime i Frankrike. I Sverige använde man från 1949 Villa Solbacken på Djurgården i Stockholm som bostad. Bertil disponerade även Prins Bertils våning i den östra längan på Stockholms slott. Under många år visade pressen en stor hänsyn mot paret genom att aldrig skriva en rad om detta förhållande. Första gången Lilian uppträdde mer officiellt var i samband med Gustaf VI Adolfs 80-årsdag 1962. När kung Carl XVI Gustaf tillträtt tronen och gift sig, bad Bertil om lov att gifta sig, vilket beviljades, och de vigdes i slottskyrkan på Drottningholm den 7 december 1976.

### Senare år
1983 promoverades Bertil till teknologie hedersdoktor vid Kungliga Tekniska högskolan.
Prins Bertil avled den 5 januari 1997 i sitt hem Villa Solbacken efter flera år av sviktande hälsa. Han jordfästes i Slottskyrkan och begravdes efter katafalkkortege genom Stockholm den 13 januari på Kungliga begravningsplatsen i Solna kommun. Hovsorg rådde till den 26 januari.

## Övrig verksamhet, intressen och eftermäle

### Sjöofficer
Bertil var under en stor del av sitt liv verksam som aktiv sjöofficer. Han praktiserade ombord på torpedkryssaren Örnen 1928 och jagaren Nordenskjöld 1929. Inskrivning som sjökadett vid Kungliga Sjökrigsskolan ägde rum 25 juni 1931 med kadettnummer 1. Under sin utbildning till sjöofficer gjorde prinsen sjöexpeditioner ombord på örlogsbriggen Falken 1931, pansarkryssaren Fylgia och torpedkryssaren Psilander 1931–1932, samt pansarskeppet Oscar II och torpedkryssaren Örnen 1934. Sjöofficersexamen erlades den 4 oktober 1934. Åren 1935–1937 var Bertil biträdande marinattaché i Paris.
Efter andra världskrigets utbrott var Bertil torpedofficer ombord jagaren Malmö. Från 1940 tjänstgjorde prinsen på motortorpedbåt vid Gålöbasen i Stockholms skärgård, bland annat som fartygschef på motortorpedbåtarna T4 (1940) och T15 (1941). År 1941 var Bertil flottans provturschef för fyra motortorpedbåtar (T15-T18), vilka byggdes av Kockums och hade italienska motorer från Isotta Fraschini. 1942–1945 tjänstgjorde Bertil som biträdande marinattaché i London. Bertil var förste hedersledamot i Kungliga Örlogsmannasällskapet (invald 2 april 1941) och Kungliga Krigsvetenskapsakademien (från 1952) samt hedersledamot i Svenska flottans reservofficersförbund (från 1950).

### Intressen
Bertil var känd som "motorprinsen" med anledning av sitt intresse för bilar, vilka han samlade på. Han var ordförande för Kungliga Automobilklubben 1947–1993 och motorsportutmärkelsen motorprinsens medalj är uppkallad efter honom. Han var också idrottsintresserad och ordförande för Riksidrottsförbundet 1947–1991 och i ett år på 1940-talet dessutom för Svenska Golfförbundet och blev därmed även kallad "idrottsprinsen". Andra populära benämningar var "Skridskoprinsen", "Hopparprinsen", "Flygarprinsen", "MC-prinsen", "Golfprinsen" och "Bouleprinsen". Prins Bertils boulehall på Djurgården i Stockholm är uppkallad efter honom.
Sannolikt var det Bertils motorintresse som ledde till, att han fick inviga Sveriges första motorväg (den 11 kilometer långa sträckan mellan Malmö och Lund) år 1953. Han klippte inte bara invigningsbandet, utan var också den förste att köra på denna motorväg.

Bertil var ordförande i Samfundet Nordiska museets & Skansens vänner 1953–1996. Från och med 1973 och fram till sin död var Prins Bertil stormästare för Svenska Frimurare Orden.

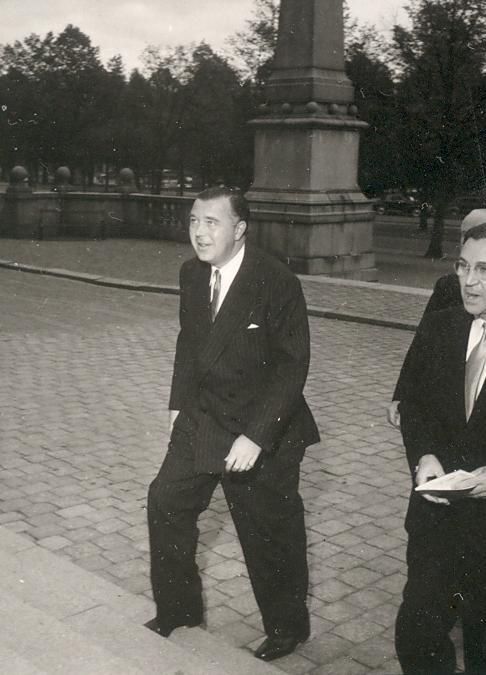
Bertil vid Nordiska Museet cirka 1950.

Prinsen studerade vid restaurangskolan Cordon Bleu 1935–1937 i Paris. Han citerades senare "Hade jag inte fötts prins skulle jag blivit kock". Han blev hedersmedlem i Gastronomiska akademin år 1958. 

### Eftermäle
I Halmstad har Bertil en vandringsled uppkallad efter sig, Prins Bertils stig, vilken går från centrum ut till Tylösand, där prins Bertil hade ett sommarhus, och sedan vidare till Möllegård. På stigen hålls årligen motionsloppet Prinsens minne. Ett årligt tävlingsrace, Prins Bertil Memorial, äger rum på Djurgården i Stockholm i juni varje år.

## Anfäder
|              |  |  |  |  |  |  |  |                        |  |  |  |  |  |  |  |                                                                               |  |  |  |  |  |  |  | Kung Oscar II                                                         |
|              |  |  |  |  |  |  |  |                        |  |  |  |  |  |  |  |                                                                               |  |  |  |  |  |  |  |                                                                       |
|              |  |  |  |  |  |  |  |                        |  |  |  |  |  |  |  | Kung Gustaf V                                                                 |  |  |  |  |  |  |  |                                                                       |
|              |  |  |  |  |  |  |  |                        |  |  |  |  |  |  |  |                                                                               |  |  |  |  |  |  |  |                                                                       |
|              |  |  |  |  |  |  |  |                        |  |  |  |  |  |  |  |                                                                               |  |  |  |  |  |  |  | Sofia av Nassau                                                       |
|              |  |  |  |  |  |  |  |                        |  |  |  |  |  |  |  |                                                                               |  |  |  |  |  |  |  |                                                                       |
|              |  |  |  |  |  |  |  | Kung Gustaf VI Adolf   |  |  |  |  |  |  |  |                                                                               |  |  |  |  |  |  |  |                                                                       |
|              |  |  |  |  |  |  |  |                        |  |  |  |  |  |  |  |                                                                               |  |  |  |  |  |  |  |                                                                       |
|              |  |  |  |  |  |  |  |                        |  |  |  |  |  |  |  |                                                                               |  |  |  |  |  |  |  | Storhertig Fredrik I av Baden                                         |
|              |  |  |  |  |  |  |  |                        |  |  |  |  |  |  |  |                                                                               |  |  |  |  |  |  |  |                                                                       |
|              |  |  |  |  |  |  |  |                        |  |  |  |  |  |  |  | Victoria av Baden                                                             |  |  |  |  |  |  |  |                                                                       |
|              |  |  |  |  |  |  |  |                        |  |  |  |  |  |  |  |                                                                               |  |  |  |  |  |  |  |                                                                       |
|              |  |  |  |  |  |  |  |                        |  |  |  |  |  |  |  |                                                                               |  |  |  |  |  |  |  | Louise av Preussen                                                    |
|              |  |  |  |  |  |  |  |                        |  |  |  |  |  |  |  |                                                                               |  |  |  |  |  |  |  |                                                                       |
| Prins Bertil |  |  |  |  |  |  |  |                        |  |  |  |  |  |  |  |                                                                               |  |  |  |  |  |  |  |                                                                       |
|              |  |  |  |  |  |  |  |                        |  |  |  |  |  |  |  |                                                                               |  |  |  |  |  |  |  | Albert av Sachsen-Coburg-Gotha                                        |
|              |  |  |  |  |  |  |  |                        |  |  |  |  |  |  |  |                                                                               |  |  |  |  |  |  |  |                                                                       |
|              |  |  |  |  |  |  |  |                        |  |  |  |  |  |  |  | Prins Arthur av Storbritannien och Irland, hertig av Connaught och Strathearn |  |  |  |  |  |  |  |                                                                       |
|              |  |  |  |  |  |  |  |                        |  |  |  |  |  |  |  |                                                                               |  |  |  |  |  |  |  |                                                                       |
|              |  |  |  |  |  |  |  |                        |  |  |  |  |  |  |  |                                                                               |  |  |  |  |  |  |  | Drottning Viktoria av Storbritannien och Irland, kejsarinna av Indien |
|              |  |  |  |  |  |  |  |                        |  |  |  |  |  |  |  |                                                                               |  |  |  |  |  |  |  |                                                                       |
|              |  |  |  |  |  |  |  | Margareta av Connaught |  |  |  |  |  |  |  |                                                                               |  |  |  |  |  |  |  |                                                                       |
|              |  |  |  |  |  |  |  |                        |  |  |  |  |  |  |  |                                                                               |  |  |  |  |  |  |  |                                                                       |
|              |  |  |  |  |  |  |  |                        |  |  |  |  |  |  |  |                                                                               |  |  |  |  |  |  |  | Prins Fredrik Karl av Preussen                                        |
|              |  |  |  |  |  |  |  |                        |  |  |  |  |  |  |  |                                                                               |  |  |  |  |  |  |  |                                                                       |
|              |  |  |  |  |  |  |  |                        |  |  |  |  |  |  |  | Prinsessan Luise Margarete av Preussen                                        |  |  |  |  |  |  |  |                                                                       |
|              |  |  |  |  |  |  |  |                        |  |  |  |  |  |  |  |                                                                               |  |  |  |  |  |  |  |                                                                       |
|              |  |  |  |  |  |  |  |                        |  |  |  |  |  |  |  |                                                                               |  |  |  |  |  |  |  | Prinsessan Maria Anna av Anhalt-Dessau                                |
|              |  |  |  |  |  |  |  |                        |  |  |  |  |  |  |  |                                                                               |  |  |  |  |  |  |  |                                                                       |

## Titlar och utmärkelser

### Titlar
Bertil titulerades under sitt liv officiellt på två olika sätt, beroende på period:
- 28 februari 1912 – 31 december 1980: Hans Kunglig Höghet Bertil, Sveriges Arvfurste, Hertig av Halland
- 1 januari 1981 – 5 januari 1997: Hans Kunglig Höghet Bertil, Prins av Sverige, Hertig av Halland

### Militära utnämningar
- Fänrik (4 oktober 1934)
- Underlöjtnant (1936)
- Löjtnant (1937)
- Kapten (13 februari 1942)

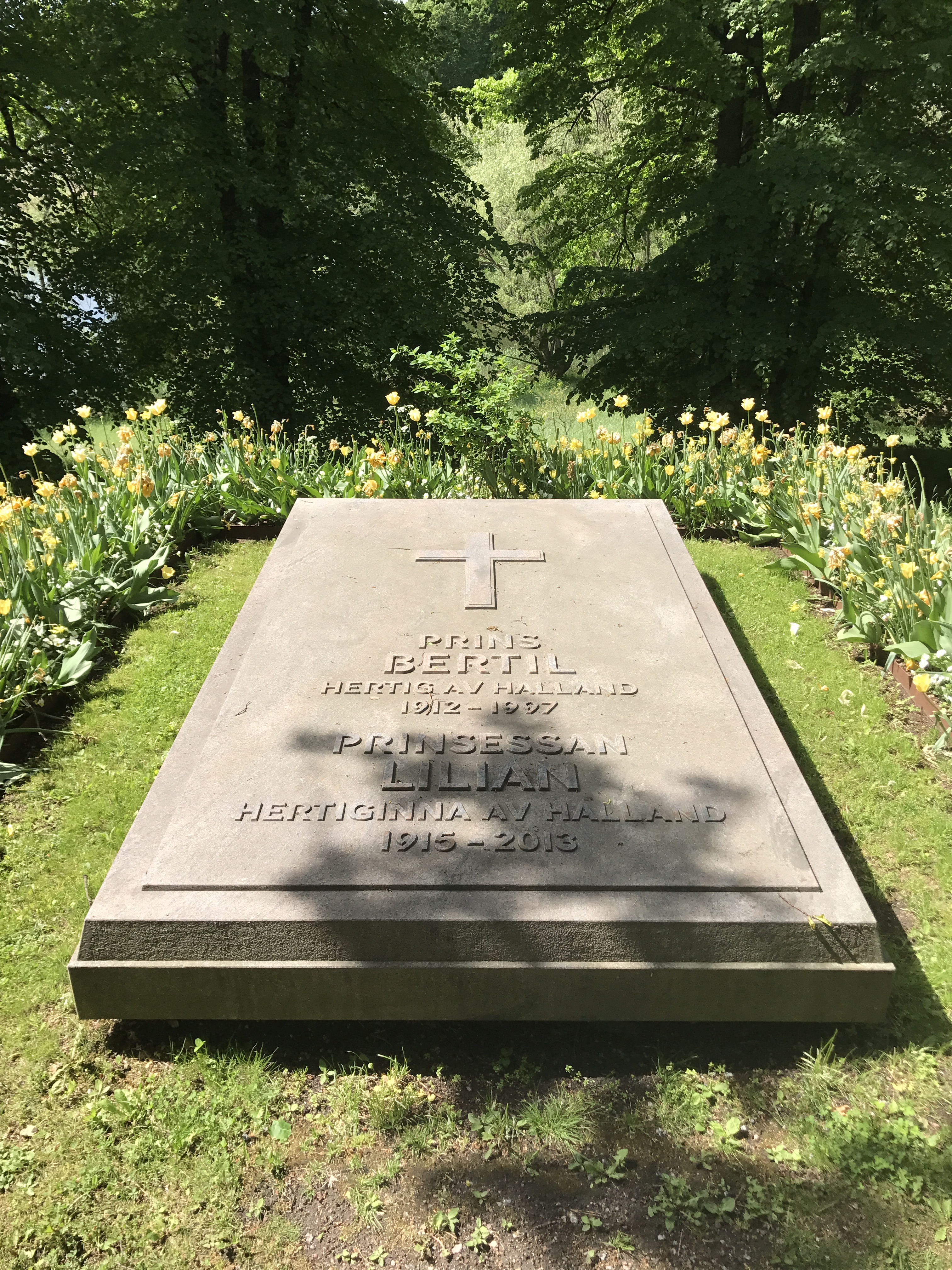
Bertils och Lilians grav på Kungliga begravningsplatsen 2017.

- Kommendörkapten av andra graden (1 april 1948)
- Kommendör (1952)
- Överste för Hallands regemente (1952)[15]
- Konteramiral (1956)
- Generalmajor i armén (1956)[16]
- Generalmajor i flygvapnet (1956)[17]
- Amiral (1969)[18]
- General i armén (1969)[19]
- General i flygvapnet (1969)[20]

### Ordnar, förtjänsttecken och medaljer
Sverige
Översikten bygger på ordenshistoriografen Per Nordenvalls bok Kungliga Serafimerorden 1748 – 1998.
- Riddare och kommendör av Kungl. Maj:ts orden (riddare av Kungliga Serafimerorden) från födseln
- Kommendör med stora korset av Kungliga Svärdsorden  från födseln
- Kommendör med stora korset av Kungliga Nordstjärneorden från födseln
- Kommendör med stora korset av Kungliga Vasaorden från 28 februari 1952[22]
- Riddare av Kungliga Carl XIII:s orden från födseln
- Konung Gustaf V:s jubileumsminnestecken med anledning av 90-årsdagen 1948
- Konung Gustaf V:s jubileumsminnestecken med anledning av 70-årsdagen 1928
- Konung Gustaf VI Adolfs minnesmedalj med anledning av 85-årsdagen 1967
- Konung Carl XVI Gustafs jubileumsminnestecken med anledning av 50-årsdagen 1996
- H.M. Konungens medalj i guld av 12:e storleken med briljanter att bäras om halsen i kedja från 1987
- Illis Quorum i guld av 18:e storleken med kedja från 1969

#### Utländska
- Kommendör av Amerikanska Legion of Merit, senast 1950.[23][24]
- Storkorset av Argentinska San Martín Befriarens orden.[24]
- Storkorset av Belgiska Leopoldsorden, senast 1940.[25]
- Storkorset av Chilenska Bernardo O'Higgins-orden, senast 1955.[26]
- Storkorset av Chilenska förtjänstorden, senast 1950.[23]
- Storkorset av Colombianska Boyacáorden, senast 1950.[23]
- Riddare av Danska Elefantorden, senast 1940.[25]
- Storkorset av Egyptiska Mohammed Ali-orden, senast 1940.[25]
- Storkorset av Estniska Terra Mariana-korsets orden.[24]
- Storkorset av Etiopiska Salomosorden, senast 1955.[26]
- Storkorset av Etiopiska Menelik II:s orden, senast 1940.[25]
- Storkorset av Finlands Vita Ros’ orden, senast 1950.[23]
- Storkorset av Franska Hederslegionen, senast 1940.[25]
- Första klassen av Irakiska Rafidain-orden, senast 1940.[25]
- Andra klassen av Iranska Pahleviorden.[24]
- Storkorset av Iranska Kronorden, senast 1940.[25]
- Storkorset av Isländska Falkorden, senast 1955.[26]
- Storkorset av Italienska republikens förtjänstorden.[24]
- Storkorset av Japanska Chrysantemumorden.[24]
- Storkorset av Mexikanska Örnorden.[24]
- Storkorset av Nederländska Lejonorden.[24]
- Storkorset med kedja av Norska Sankt Olavs orden, senast 1955.[26]
- Storkorset av Peruanska Solorden, senast 1950.[23]
- Storkorset av Portugisiska Kristusorden.[24]
- Storkorset av Sachsen - Ernestinska husorden, senast 1940.[25]
- Storkorset av Spanska Karl III:s orden.[24]
- Storkorset av Storbritanniska Bathorden.[24]
- Storkorset av första klass av Förbundsrepubliken Tysklands förtjänstorden.[24]
- Storkorset av Venezuelas Bolivarorden, senast 1950.[23]

### Övriga utmärkelser
- Hedersledamot av Hallands nation vid Lunds universitet
- Ekonomie hedersdoktor vid Handelshögskolan i Stockholm (ekon. dr. h.c.) 1991

## Bildgalleri

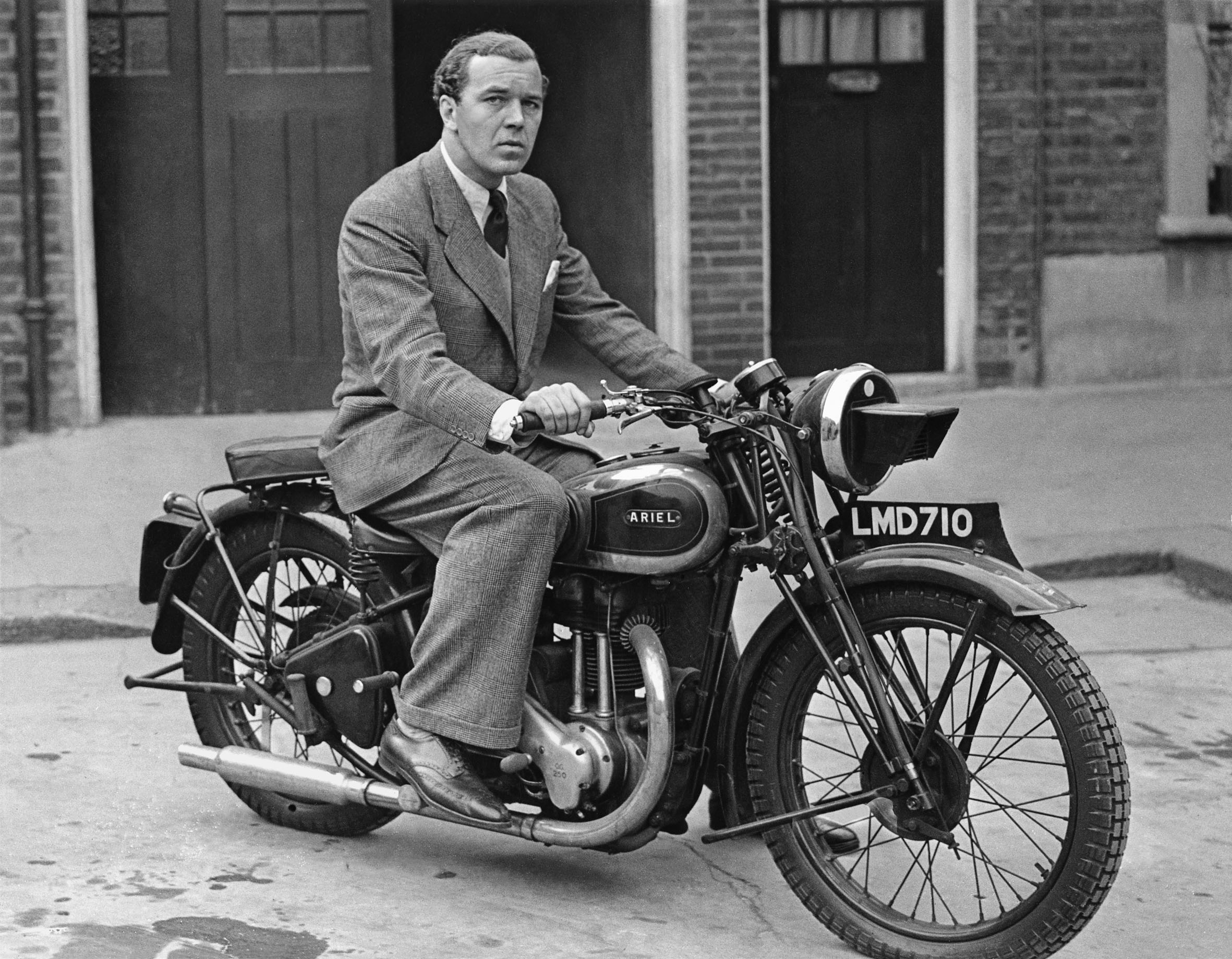
På motorcykel i London 1943.
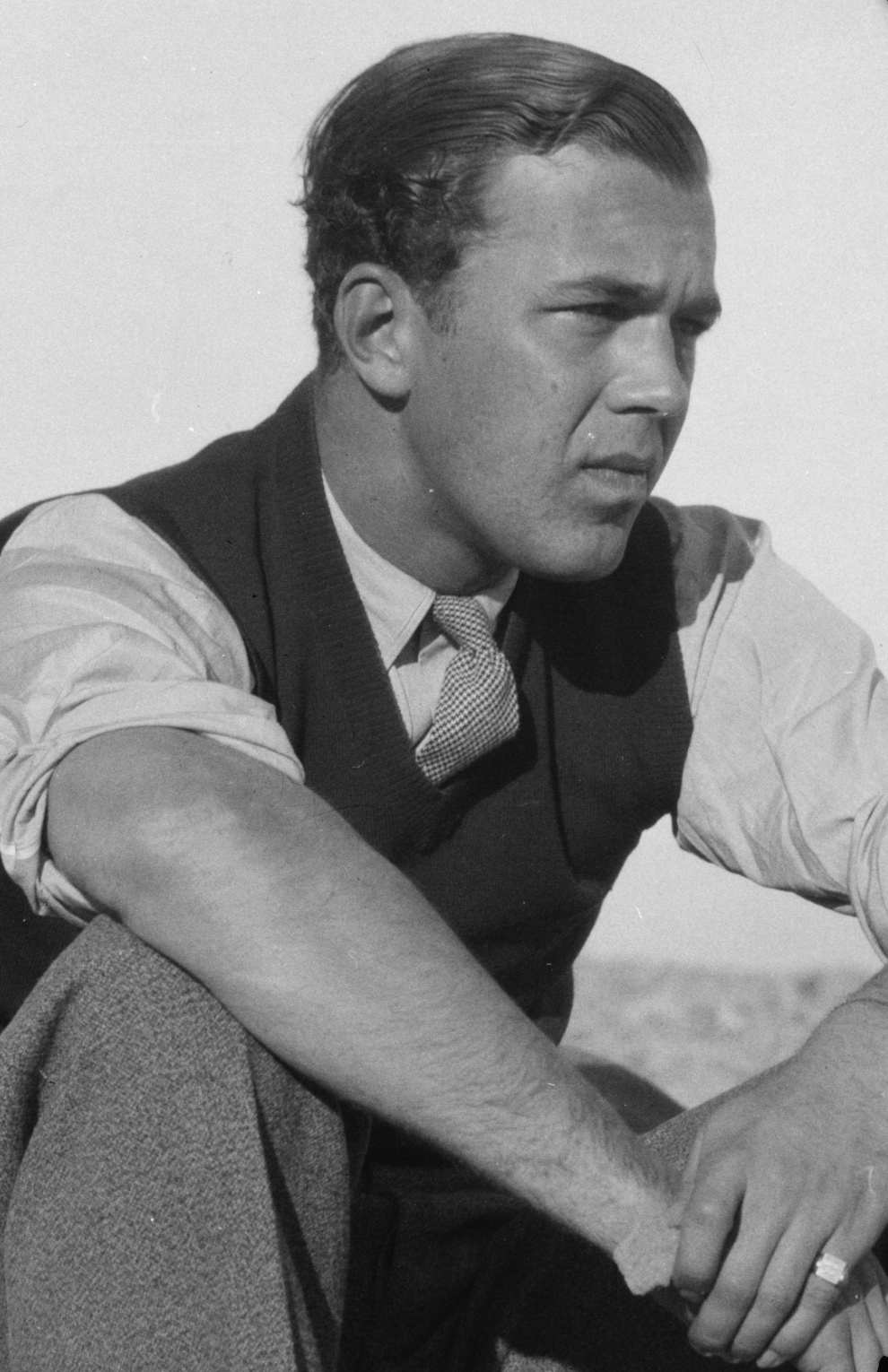
Prins Bertil i Brittiska Palestinamandatet i december 1934.
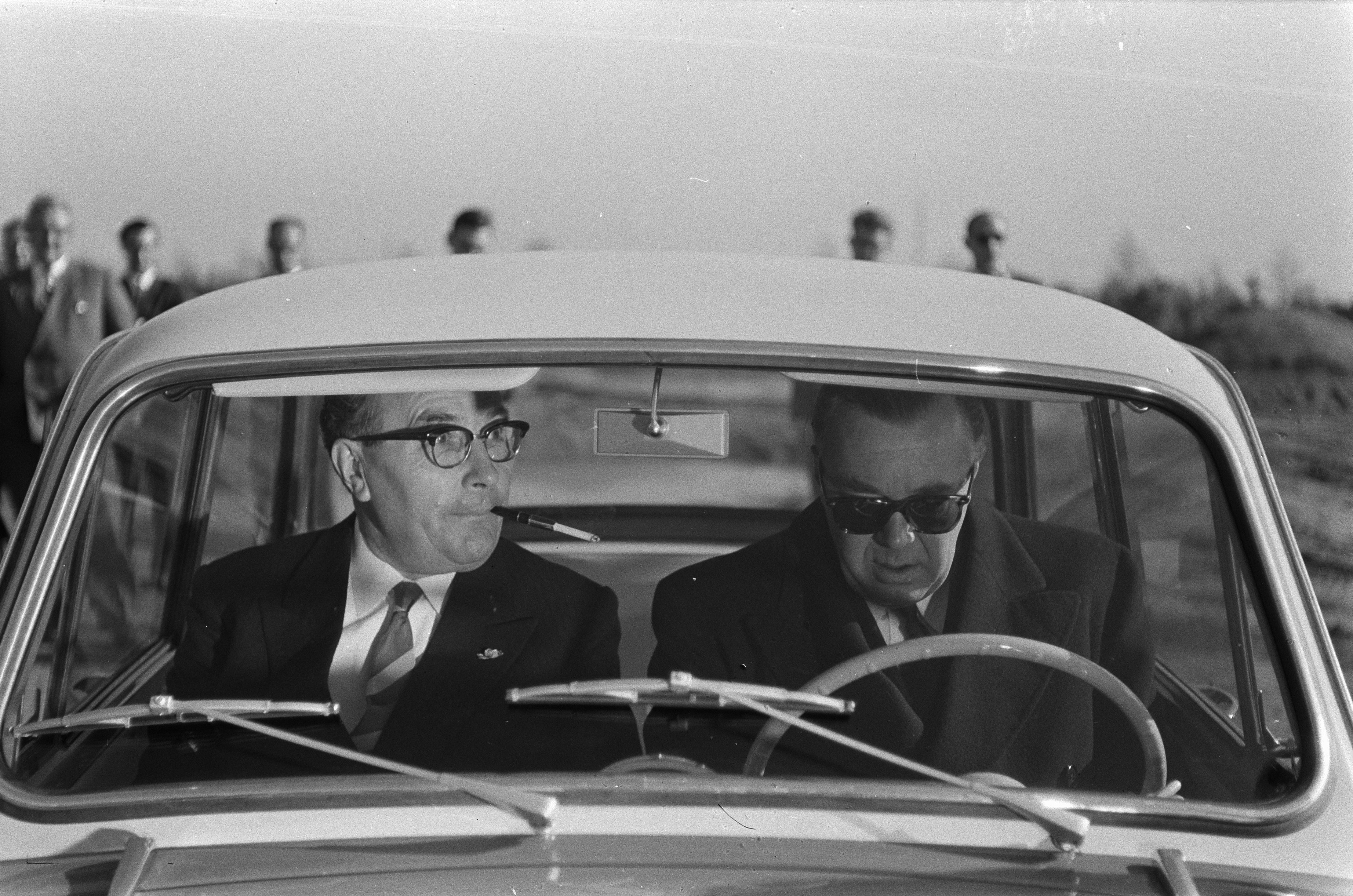
Prins Bertil besöker DAF-fabriken 1959.
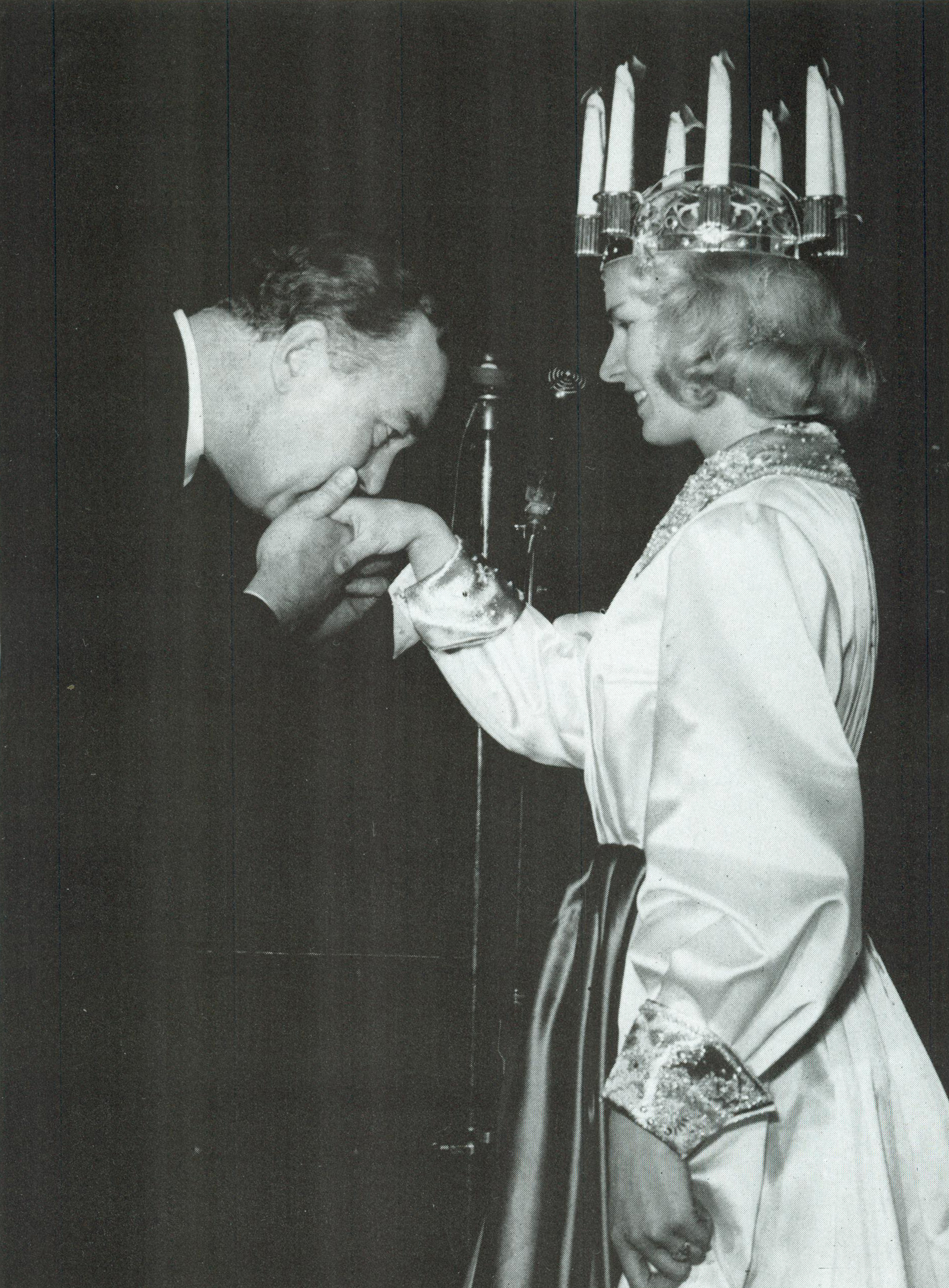
Prins Bertil och Lucia 1958
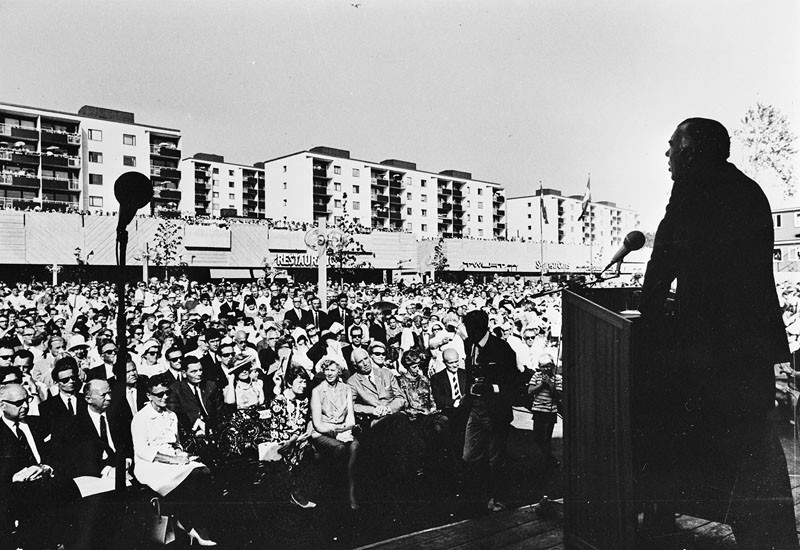
Prins Bertil inviger Skärholmens centrum, 1968.